# Bistum Vélez
Das Bistum Vélez (lat.: Dioecesis Velezana, span.: Diócesis de Vélez) ist eine in Kolumbien gelegene römisch-katholische Diözese mit Sitz in Vélez.

## Geschichte
Das Bistum Vélez wurde am 14. Mai 2003 durch Papst Johannes Paul II. aus Gebietsabtretungen des Bistums Socorro y San Gil errichtet und dem Erzbistum Bucaramanga als Suffraganbistum unterstellt. Erster Bischof war bis zum November 2015 Luis Albeiro Cortés Rendón.

Wappen des Bistums Vélez

## Bischöfe von Vélez
- Luis Albeiro Cortés Rendón (2003–2015)
- Marco Antonio Merchán Ladino (2016–2023, dann Bischof von Neiva)
- Sedisvakanz (seit 2023)